# Justin Simon
Justin Simon, né le 6 mai 1996 à Los Angeles, en Californie, est un joueur américain de basket-ball, évoluant aux postes d'arrière et d'ailier.

## Palmarès
- Champion d'Australie 2023
- EuroCoupe 2024
- Leaders Cup 2024